# Robert Vernon Denney
Robert Vernon Denney (* 11. April 1916 in Council Bluffs, Iowa; † 26. Juni 1981 in Omaha, Nebraska) war ein US-amerikanischer Politiker. Zwischen 1967 und 1971 vertrat er den ersten Wahlbezirk des Bundesstaates Nebraska im US-Repräsentantenhaus; danach wurde er Bundesrichter am Bundesbezirksgericht für den Distrikt von Nebraska.

## Werdegang
Robert Denney besuchte bis 1933 die Fairbury High School. Danach studierte er am Peru State Teachers College und bis 1936 an der University of Nebraska. Schließlich beendete er 1939 ein Jurastudium an der Creighton University. Nach seiner Zulassung als Rechtsanwalt begann er in Fairbury in diesem Beruf zu praktizieren. Zwischenzeitlich arbeitete er ein Jahr lang als Sonderermittler für das FBI in Washington, D.C. und Chicago.
Seit Oktober 1942 nahm er als Soldat des Marine Corps am Zweiten Weltkrieg teil. Auch nach dem Krieg blieb er bis 1960 Mitglied der Reserve dieser Einheit. Bis zu diesem Zeitpunkt hatte er den Dienstgrad eines Lieutenant Colonel erreicht. Nach Kriegsende arbeitete er wieder als Anwalt in Fairbury. Er wurde auch Bezirksstaatsanwalt im Jefferson County und Anwalt der Stadt Fairbury.
Denney war Mitglied der Republikanischen Partei. Er wurde sowohl Parteivorsitzender im Jefferson County als auch im gesamten Staat Nebraska. 1966 wurde er im ersten Wahlbezirk von Nebraska in das US-Repräsentantenhaus gewählt, wo er am 3. Januar 1967 Clair Armstrong Callan ablöste. Nach einer Wiederwahl im Jahr 1968 konnte er bis zum 3. Januar 1971 im Kongress verbleiben. Im Jahr 1970 hat er auf eine weitere Kandidatur verzichtet. Nach dem Ende seiner Zeit im Kongress wurde Denney im Jahr 1971 zum Richter am United States District Court for the District of Nebraska ernannt. Am 16. April 1981 wechselte er in den Senior Status und ging damit faktisch in den Ruhestand. Sein Sitz fiel an C. Arlen Beam. Er lebte in Omaha, wo er am 26. Juni 1981 verstarb, und wurde in Fairbury beigesetzt.